# روجرز مورتون
روجرز كلارك بالارد مورتون (بالإنجليزية: Rogers Morton)‏ (19 سبتمبر 1914 - 19 أبريل 1979) هو سياسي أمريكي شغل منصب وزير الداخلية ووزير التجارة خلال عهد الرئيسين ريتشارد نيكسون وجيرالد فورد على التوالي. كما كان أحد أعضاء في مجلس النواب الأمريكي عن ولاية ماريلاند.
ولد مورتون في لويفيل، كنتاكي، إلا أنه انتقل إلى مزرعة على الشاطئ الشرقي لماريلاند في أوائل الخمسينات. وانتخب عضوا في مجلس النواب في عام 1962 حيث دافع هناك عن البيئة. وكان مورتون يمزح بأن الأحرف الأولى من اسميه الأوسطين CB ترمز لـ«خليج تشيزبيك» أو Chesapeake Bay. لعب مورتون دورا رئيسيا في حملة ريتشارد نيكسون الناجحة للرئاسة في عام 1968، وتم اختياره من قبل نيكسون في عام 1969 ليكون رئيسا للجنة الوطنية للجمهوريين.
اعتبر مورتون مرشحا قويا ليتحدى في جوزيف تيدينغز لمقعد مجلس الشيوخ الأمريكي عن ولاية ماريلاند في انتخابات المجلس عام 1970، لكنه اختار بدلا من ذلك أن يبقى رئيسا للجنة. وفي عام 1971، استغل الرئيس نيكسون مورتون ليشغل منصب وزير الداخلية، حيث أشرف خلال هذه الفترة على إنشاء نظام خط أنابيب عبر ألاسكا وواجه أزمة النفط عام 1973. كان مورتون هو الشخص الوحيد من الساحل الشرقي الذي يصبح وزير الداخلية في القرن العشرين.
استقال نيكسون بسبب فضيحة ووترغيت، لكن مورتون واصل العمل في منصبه في إدارة جيرالد فورد حتى عام 1975، عندما تم ترشيحه ليكون وزير التجارة. ترشح فورد للرئاسة في انتخابات عام 1976، وشغل مورتون منصب مدير حملة فورد في الفترة من أبريل إلى أغسطس. تقاعد مورتون من السياسة بعد هزيمة فورد في الانتخابات. ثم توفي بالسرطان بعد ثلاث سنوات في منزله في إيستون على الشاطئ الشرقي لماريلاند.

## التعليم
تعلم في جامعة ييل، وجامعة كولومبيا.

## روابط خارجية
- روجرز مورتون على موقع مونزينجر (الألمانية)
- روجرز مورتون على موقع إن إن دي بي (الإنجليزية)